# انتحال إلكتروني
الانتحال الإلكتروني هو نوع من المخادعة يقوم بها شخص لخلق شخصية مزورة في الشبكات الاجتماعية أو من خلال انتحال هوية مزورة على حسابات مواقع التواصل الاجتماعي، وعادة ما تستهدف مجموعة محددة كضحية لخداعهم. غالبا ما يستخدم الانتحال الإلكتروني الحيل الرومانسية لتكوين العلاقات الغرامية والتي يمكن استخدامها لتحقيق مكاسب مالية، أو مساومة الضحية بطرق مختلفة على أشياء مختلفة، أو مجرد شكل من اشكال تصيد أخطاء الاخرين أو تحقيق أمنيات معينة.
أُنتِجت مواد اعلامية تتعلق بالانتحال الإلكتروني، وغالبًا ما تتمحور حول الضحايا الذين يرغبون بالتعرف على منتحلي شخصياتهم. تم انتحال شخصيات مشاهير مثل مانتي تيو وراي آلين وكريس أندرسن، الأمر الذي جذب انتباه وسائل الإعلام لممارسات انتحال الشخصية.

## تاريخ الانتحال الإلكتروني
على الرغم من أن بعض المصادر تشير إلى أن المصطلح الحديث نشأ من الوثائقي الأمريكي 2010 كاتفيش: ذا تي في شو، إلا أن المصطلح قد وجد في اللغة الإنجليزية منذ عقود. أصبح الانتحال الإلكتروني معروفا على نطاق أوسع خلال هذا العقد. حيث أن هذا المفهوم بدأ من الفيلم الوثائقي، والذي أصبح لاحقا مسلسل تلفزيوني شهير. هذا المسلسل تبع النجم الاساسي في الفلم يانيف (نيف) شولمان. حيث انه كان يساعد الآخرين للتحري عن الظروف التي من الممكن أن يتم الانتحال فيها. هذا المسلسل بدوره أعطى الكثير من التبصر للقصص الحقيقية التي تأثرت بالانتحال الإلكتروني. كما أنه كشف الدوافع وراء الناس الذين يستخدمون هويات وهمية لبناء علاقات مع مستخدمي الإنترنت.

## علم الاجتماع
بعض مستخدمي الإنترنت قد استخدموا الانتحال الإلكتروني لاكتشاف نوع جنسهم أو هويتهم الجنسية. على سبيل المثال في برنامج  MTV عن الانتحال الإلكتروني، بناء على الفلم الوثائقي، ارتبطت فتاة تسمي «سوني» برجل اسمه «جاميسون» والذي هو في الواقع «تشيلسي»، امرأة تستخدم هوية مختلفة للتفاعل مع امرأه أخرى في فضاء الإنترنت.
دوافع رونايا تويايوسوبو الرجل الذي انتحل شخصية مانتي تيو لم تتضح أبدا; يعتقد البعض بأن مانتي تيو استخدمها كنوع من الدعاية.
المكاسب المالية يمكن أن تكون دافع آخر للانتحال الإلكتروني. في عام 2015، ثلاث فتيات أنشئن حساب وهمي في مواقع التواصل الاجتماعي وتمكن من سرقة $3,300 من الجماعة الإرهابية «داعش». تواصلن الفتيات مع ضباط للتجنيد وطلبن المال للذهاب إلى سوريا، وبعد أن حصلن على المال حذفن الحساب الوهمي على الفور واستخدمن المال لرحلاتهن الخاصة.
يمكن أيضا للانتحال الإلكتروني أن يكون وسيلة لوقف المجرمين. في عام 2004، قدمت هيئة الإذاعة الوطنية المسلسل الواقعي للقبض علي المفترس، الذي وثق أفراد الشرطة السرية وهم متنكرون في زي قصر على الإنترنت للقبض على المتحرشين بالأطفال.
يستخدم الانتحال الإلكتروني لأسباب متعددة. يمكن أن ينتحل الشخص الذي يحمل هوية مزورة شخصية مستخدم آخر على الإنترنت ليُعتَقَد أنه الشخص الآخر صاحب الصور. غالبا ما يستخدم هذا في العلاقات، مثل السيناريو في فيلم كاتفيش. الشخص المنتحل عادة ما يستخدم صور وحقائق حقيقية لشخص اخر لجعله يبدو وكأنه شخص حقيقي. في كثير من الأحيان، الشخص الحقيقي الذي يتم استخدامه كهوية مزورة لا يعرف أصلا أنه تم استخدام اسمه وهويته. أنهم لا يدركون أن هويتهم كانت تستخدم لإنشاء علاقات وهمية على الإنترنت. الشخص الذي يستخدم الانتحال الإلكتروني يريد أن يظهر بنسخة أفضل من نفسه باستخدام هوية مزورة. السبب الرئيسي في انتحالهم لشخصيات غيرهم هو لمحاولة تكوين صداقة مع شخص اخر أو تكوين علاقة لاسباب جنسية. يمكن أيضا أن يستخدم الانتحال الإلكتروني كوسيلة للتنمرعلى شخص ما على الإنترنت باستخدام هوية مزورة، فمن السهل بالنسبة للشخص أن يفلت من المحاسبة على تنمره على شخص اخرعلى الإنترنت. زاد التنمر الإلكتروني ظاهرة الانتحار للمراهقين على مدى السنوات القليلة الماضية.

## مخاطر
هناك العديد من المخاطر للانتحال الإلكتروني، اذ انه يمكن أن يستخدم لاستدراج شخص ما من الإنترنت لمقابلته شخصيا. يمكل للمنتحل أن يستدرج الناس إلى مكان ما لاختطافهم أو إيذائهم بأي طريقة أخرى. بل هو وسيلة جديدة للمتحرشين جنسيا للتفاعل مع ضحاياهم وربما الحاق الضرر بهم من خلال التحدث معهم أو الحصول على عناوينهم وكسب ثقة المراهقين للخروج معهم.

## علامات
هناك عدة طرق يمكن للأشخاص تحيد المنتحل الإلكتروني من خلالها ولكنها ليست كافية. إذا بدأ شخص مجهول بمتابعتك في مواقع التواصل الاجتماعي أو إرسال رسائل خاصة لك، وصورة هذا الشخص تبدو منتحلة أو أن أحتمالية تواصل مثل هذا الشخص معك ضعيفة جدا فقد يكون هذا الشخص منتحل. إذا كان الشخص المرسل لا يرغب في مكالمة الفيديو، أو يرفض عرض معلومات شخصية إضافية عن نفسه، أو يبحث دائما عن أعذار لعدم مقابلتك فيمكن أن يكون هذا الشخص منتحل.